# Кашуа, Сайед
Сайед Кашуа (араб. سيد قشوع‎, ивр. סייד קשוע‎; род. 1975) — израильский араб, писатель и журналист из Тиры, известный своими книгами и юмористической колонкой на иврите.

## Биография
Сайед Кашуа родился в Тире в «треугольнике» в арабской семье. В 1990 был принят в престижную школу в Иерусалиме (Israel Arts and Science Academy). Изучал социологию и философию в Еврейском университете в Иерусалиме. Кашуа жил в Бейт Сафафа, затем переехал в Иерусалим с женой и детьми.
В 2014 Кашуа получил преподавательское место в Чикаго, Иллинойсе, куда переехал с женой и детьми. Он будет участвовать в мастер-классе билингвизма программы творческого письма в чикагском университете, и является приглашенным профессором в программе Иллинойсского университета в Урбане-Шампейне.

## Литературная карьера
Кашуа публиковал недельную колонку в газете Га-Арец и иерусалимском еженедельнике ха-ир. В юмористическом и каламбурном стиле описывал проблемы, с которыми сталкиваются арабы в Израиле.

## Телевидение и фильмография
Авода Аравит (Арабская работа), сатирическая комедия положений, написанная Кашуа и показанная на израильском втором канале.
Шоу высмеивает расизм и невежество обеих сторон этнического разрыва. Сериал часто сравнивают с Все в семье.
По книге Кашуа снят фильм «Танцующие арабы» (2014) (другие переводы: «Арабы танцуют», «Арабские танцы», «Танцы арабов»).
В 2009 вышел документальный фильм «Sayed Kashua — Forever Scared», который описывает события, изменившие жизнь Кашуа на протяжении семи лет.

## Призы и награды
- 2004 — премия премьер-министра по литературе[14]
- Arab Labor — лучший телесериал на иерусалимского международного кинофестиваля.[15]
- 2011 — премия Бернстайна за новеллу Second Person Singular.[16][17]

## Книги
- Dancing Arabs (2002)
- Let it be Morning (2006)
- Second Person Singular (2010) (also published as Exposure (2013))